# Центральна науково-технічна бібліотека харчової і переробної промисловості України
Центральна науково-технічна бібліотека харчової і переробної промисловості України — галузевий державний депозитарій, координаційний та методичний центр науково-технічних бібліотек підприємств, організацій та установ харчової галузі.
Розташована в Києві на вулиці Бориса Грінченка, 1.

## Фонд
Загальний фонд становить понад 400 тис. примірників літератури і включає книги, періодичні вітчизняні та зарубіжні видання, спеціальні види документів (описи винаходів до патентів, стандарти, промислові каталоги).
Є обмінний фонд.

## Структура
Структура бібліотеки: відділ комплектування та наукової обробки літератури; відділ обслуговування; відділи нормативно-технічної документації та патентів, інформаційно-бібліографічної та методичної роботи.

## Історія
Заснована в 1944 при Міністерстві промисловості продовольчих товарів УРСР.
З 1957 бібліотеці надано статус Центральної науково-технічної бібліотеки харчової і переробної промисловості.